# Florian Kohls
Florian Kohls (Berlim, 3 de abril de 1995) é um futebolista profissional alemão que atua como meia.

## Carreira
Florian Kohls começou a carreira no Hertha BSC.